# Nicolás Pauls
Nicolás Pauls (Buenos Aires, 20 dicembre 1973) è un attore argentino.

## Biografia
Fratello degli attori Gastón Pauls, Cristian Pauls e Ana Pauls, e dello scrittore Alan Pauls, debutta nella telenovela Top Model (90-60-90 Modelos).
Suona la batteria e, dopo aver fatto parti di alcuni gruppi, nel 2015 ha inciso il suo primo disco da solista dal titolo Comienzo. Vegetariano convinto, quasi vegano per sua ammissione, Pauls è un sostenitore accanito dei diritti degli animali.

## Filmografia

### Cinema
- Buenos Aires Vice Versa, regia di Alejandro Agresti (1995)
- Martín (Hache), regia di Adolfo Aristarain (1996)
- Fuga de cerebros, regia di Fernando Musa (1997)
- Buenos Aires me mata, regia di Beda Docampo Feijóo (1998)
- Nueces para el amor, regia di Alberto Lecchi (1999)
- Dolores de casada, regia di Juan M. Giménez (2003)
- Los esclavos felices, regia di Gabriel Arbós (2003)
- La sombra de Jeniffer, regia di Daniel de la Vega e Pablo Pares (2003)
- Mujeres en rojo: Rojo pasión, regia di Lucía Cedrón - cortometraggio (2003)
- Vacas Gordas, regia di Giorgio Marco Peretti (2003)
- Hermanas, regia di Julia Solomonoff (2004)
- Tres minutos, regia di Diego Lublinsky (2005)
- El salto de Cristian, regia di Eduardo Calcagno (2006)
- Miserias, regia di César Albarracín (2006)
- Amorosa soledad, regia di Victoria Galardi e Martín Carranza (2007)
- Paisito, regia di Ana Díez (2007)
- Una cita, una fiesta y un gato negro, regia di Ana Halabe (2008)
- Rouge amargo, regia di Gustavo Cova (2013)
- Rambleras, regia di Daniela Speranza (2013)
- Hugo Paco Luis y tres chicas de rosa, regia di Edmundo H. Rodríguez (2013)
- Condenados, regia di Carlos Martínez (2013)
- Naturaleza muerta, regia di Gabriel Grieco (2014)
- Anagramas, regia di Santiago Giralt (2014)
- Amapola, regia di Eugenio Zanetti (2014)

### Televisione
- Top Model (90-60-90 modelos) (1996-1997)
- Gasoleros (1997)
- 5 Amigos (1997-2003)
- Hacker (2001)
- Tiempo final (2002)
- Infieles (2002)
- Resistiré (2003)
- Locas de amor (2004)
- Sangre fría (2004)
- Historias de sexo de gente común (2004-2005)
- Mujeres asesinas (ep. "Lucía, memoriosa" e "Rosa, soltera") (2006)
- Soy tu fan (2006)
- Sos mi vida (2006)
- Un cortado (2006)
- La ley del amor (2007)
- Teen Angels (Casi ángeles) (2008)
- Valientes (2009)
- Ciega a citas (2010)
- 30 días juntos (2012)
- Mis amigos de siempre (2013-2014)
- El mal menor (2015)
- Once - Undici campioni (011CE) (2017)